# Cristina Peri Rossi
Cristina Peri Rossi (1941. november 12., Montevideo) uruguayi író, fordító, újságíró.

## Élete, munkássága
Cristina Peri Rossi tanulmányait Montevideoban végezte, többek között zeneművészetet és biológiát tanult, illetve összehasonlító irodalomtudományból doktorált. A Marcha című újság munkatársa is volt. 1972-ben, amikor már hazájában írónőként ismert volt, Barcenolába menekült a Tupamaros gerillamozgalom elől, jóllehet korábban még sohasem hagyta el Uruguayt. 1975-ben megkapta a spanyol állampolgárságot is. 1980-ban a DAAD meghívásával egy évet Berlinben töltött.
Műveiben gyakran ír egyes szám első személyben, ahol az én prózájában legtöbbször férfi. Költészete férfi és női szemszögből egyaránt értelmezhető, illetve néha váltakoznak is a nézőpontok egy versesköteten belül, mint a Diáspora című kötetben. Néhány elbeszélésében a diktatúrában megélt tapasztalait dolgozta fel metaforikus formában - szürreális vagy szatirikus kifejezésformákban fejezve ki magát. Írásaiban Franz Kafka és Julio Cortázar hatása figyelhető meg, politikai állásfoglalásának formája irodalmi szempontból leginkább Ursula K. Le Guin vagy Christiane Rochefort munkáihoz hasonlítható.
Peri Rossi fordítóként is dolgozik, elsősorban olyan kortárs portugál/brazil szerzők műveit fordítja, mint Clarice Lispector.
2021-ben elnyerte a tekintélyes Cervantes-díjat.

## Művei(nem teljes felsorolás)

### Elbeszélések
- Viviendo, 1963
- Los museos abandonados, 1969
- Indicios pánicos, 1970
- La tarde del dinosaurio, 1976
- La rebelión de los niños, 1980
- Museo de los esfuerzos inútiles, 1983
- Una pasión prohibida, 1986
- Cosmoagonías, 1988
- La ciudad de Luzbel, 1992
- Por fin solos, 1994
- Desastres íntimos, 1997
- Te adoro y otros relatos, 1999
- Cuentos reunidos, 2007

### Regények
- El libro de mis primos, 1969
- La nave de los locos, 1984
- Solitario de amor, 1988
- La última noche de Dostoievski, 1992
- El amor es una droga dura, 1999

### Költemények
- Evohé, 1971
- Descripción de un naufragio, 1975
- Diáspora, 1976
- Estado de exilio, 1973-2003
- Lingüística general, 1979
- Europa después de la lluvia, 1986
- Babel bárbara, 1992
- Otra vez Eros, 1994
- Aquella noche, 1995
- Inmovilidad de los barcos, 1997
- Poemas de amor y desamor, 1998
- Las musas inquietantes, 1999
- Estrategias del deseo, 2004
- Poesía reunida, 2006
- Mi casa es la escritura, 2006
- Habitación de hotel, 2007

### Esszék
- Fantasías eróticas, 1990
- Acerca de la escritura, 1991
- Julio Cortázar, 2001
- Cuando fumar era un placer, 2003

### magyar fordításban
- Madame Ivonne, In: Huszadik századi latin-amerikai novellák, Noran Könyvkiadó, Bp, 2008, ford.: Gajdos Zsuzsanna

## Fordítás
- Ez a szócikk részben vagy egészben  a   Cristina Peri Rossi című német Wikipédia-szócikk fordításán alapul.  Az eredeti cikk szerkesztőit annak laptörténete sorolja fel. Ez a jelzés csupán a megfogalmazás eredetét és a szerzői jogokat jelzi, nem szolgál a cikkben szereplő információk forrásmegjelöléseként.